# Бои в районе Матаникау
Бои в районе Матаникау или Вторая и третья битвы у Матаникау (англ. Actions along the Matanikau) — два боя между войсками США и Японии, происходившие  в сентябре и октябре 1942 года на острове Гуадалканал во время Гуадалканальской кампании. Эти боевые столкновения, первое из которых имело место с 23 по 27 сентября, а второе с 6 по 9 октября, стали наиболее значительными боями в районе реки Матаникау.
Район реки Матаникау на Гуадалканале включает полуостров, носящий название мыс Крус, деревню Кокумбона и ряд хребтов и ущелий, уходящих вглубь острова от берега. Японские войска использовали эту местность для перегруппировки и наступательных действий против американских сил на острове, для организации будущих наступлений на оборонительные линии США, которые защищали аэродром (носящий название Хендерсон-Филд), расположенный у мыса Лунга на Гуадалканале, как базу для защиты от атак союзников японских войск на стоянках между мысом Крус и мысом Эсперанс на западе Гуадалканала, а также для визуального наблюдения и сбора разведданных об активности союзников в районе Хендерсон-Филд.
В первом бою части трёх батальонов морской пехоты США под командованием генерал-майора Александера Вандегрифта атаковали скопление японских войск в нескольких точках в районе реки Матаникау. Морские пехотинцы атаковали с целью «зачистки» от отступающих японских солдат района Матаникау после недавно состоявшейся битвы за хребет Эдсона, чтобы пресечь попытки японцев использовать район Матаникау в качестве плацдарма для наступлений на оборонительные позиции морской пехоты на периметре Лунга, а также разбить японские войска в этом районе. Японские силы под командованием генерал-майора Киётакэ Кавагути отбили атаки морской пехоты. Во время боёв три роты морской пехоты США были окружены японскими войсками, понесли тяжёлые потери, и с большим трудом при поддержке эсминца Флота США и десантного корабля, управляемого моряками Береговой охраны США покинули поле боя.
Во втором бою двумя неделями позже крупные силы морской пехоты США успешно пересекли реку Матаникау, атаковали японские войска под командованием новоприбывших генералов Масао Маруямы и Юмио Насу, и нанесли тяжёлое поражение японскому пехотному полку. Второе сражение заставило японцев отойти со своих позиций на восточной стороне Матаникау и препятствовало японским приготовлениям к запланированному большому наступлению на аэродром, которое было назначено на конец 1942 года и закончилось битвой за Хендерсон-Филд.

## Положение перед боями
7 августа 1942 года войска союзников (в основном США) высадились на островах Гуадалканал, Тулаги и Флоридских островах. Высадка союзников была осуществлена с целью помешать Японии использовать острова как военные базы для угрозы путям снабжения между США и Австралией. К тому же она планировалась как отправная точка в кампании с конечной целью изоляции основной японской базы в Рабауле. Операция также оказала поддержку союзникам в кампаниях на Новой Гвинее. Высадка положила начало шестимесячной кампании на Гуадалканале.
Неожиданно для японских войск на рассвете 8 августа их атаковали войска союзников, главным образом американская морская пехота, высадившаяся на Тулаги и ближайших небольших островах, а также у строящегося японского аэродрома у мыса Лунга на Гуадалканале (позднее достроенного и названного Хендерсон-Филд).

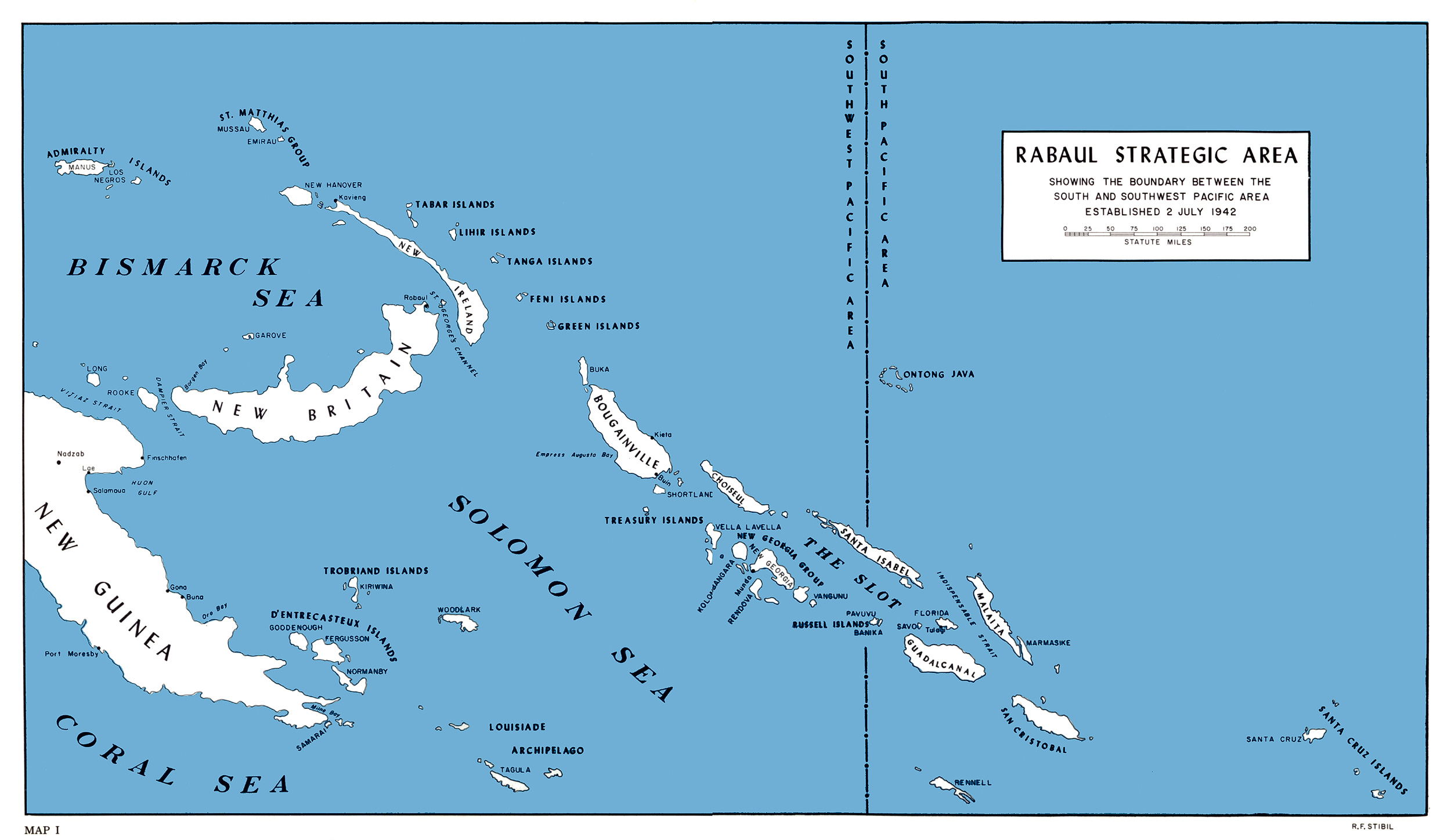
Соломоновы острова, южная часть Тихого океана. Японская база в Рабауле наверху слева. Гуадалканал (внизу справа) находится в юго-восточном конце пролива «Слот».

В ответ на высадку союзников на Гуадалканале, Генеральный штаб Вооружённых сил Японии отправил 17-ю армию, корпус со штаб-квартирой в Рабауле под командованием генерал-лейтенанта Харукити Хякутакэ, поставив задачу вернуть Гуадалканал. К этому моменту 17-я армия, задействованная в японской кампании в Новой Гвинее, располагала только несколькими подразделениями для переброски на Южные Соломоновы острова. Из числа доступных подразделений были 35-я пехотная бригада под командованием генерала-майора Киётакэ Кавагути, расквартированная в Палау, 4-й (Аоба) пехотный полк, находящийся на Филиппинах и 28-й (Итики) пехотный полк под командованием полковника Киёнао Итики, который направлялся в Японию с Гуама. Эти подразделения немедленно начали перебрасываться на Гуадалканал, но полк Итики, который находился ближе всего, прибыл первым. Подразделение Итики «Первый элемент», состоящий из 917 солдат, высадился с эсминцев у мыса Тайву (9°24′38″ ю. ш. 160°20′56″ в. д.) в 18 милях (29 км) к востоку от периметра Лунга 19 августа.

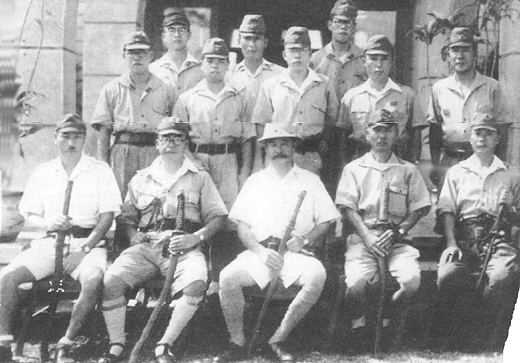
Японский генерал-майор Киётакэ Кавагути (сидит в центре) на групповой фотографии штаба его бригады в Палау незадолго до отправки на Гуадалканал.

C 29 августа по 7 сентября японские эсминцы (получившие название «Токийский экспресс» от солдат Союзников) и конвой из медленных барж доставили 6000 солдат бригады Кавагути, включая оставшихся солдат батальона Итики (Второй эшелон) и большую часть полка Аоба, на Гуадалканал. Генерал Кавагути и 5000 его солдат высадились в 30 километрах (20 миль) к востоку от периметра Лунга на мысе Тайву. Ещё 1000 солдат под командованием полковника Акиносукэ Оки высадились к западу от периметра Лунга у Кокумбоны. В это же время Вандегрифт продолжил принимать меры по усилению и укреплению периметра Лунга. С 21 августа по 3 сентября он перебросил три батальона морской пехоты, в том числе 1-й рейдерский батальон под командованием подполковника Мерритта Эдсона (Рейдеры Эдсона) с Тулаги и Гавуту на Гуадалканал.

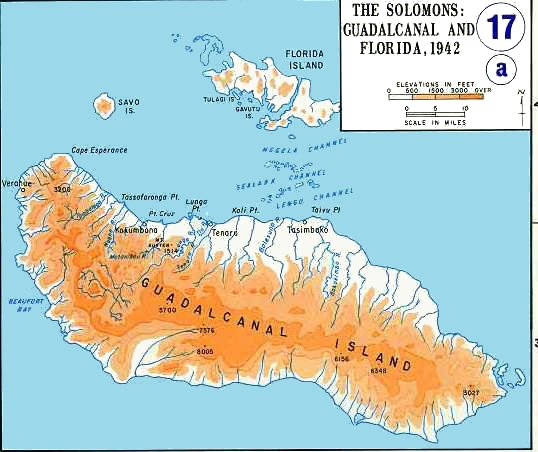
Гуадалканал. Оборонительные позиции морской пехоты расположены вокруг мыса Лунга (в центре слева на карте). Река Матаникау, мыс Крус и деревня Кокумбона, где находилась большая часть японских войск, находятся к западу от мыса Лунга.

Главные силы Кавагути, насчитывающие 3000 солдат, начали наступление на хребет к югу от аэродрома 12 сентября. Это сражение вошло в историю как битва за хребет Эдсона. После многочисленных лобовых атак наступление Кавагути было отбито с большими потерями для японцев, которые начали отступление через джунгли 14 сентября. Батальон Оки атаковал с западной, а батальон «Кума» с восточной стороны, но их атаки также были отбиты морскими пехотинцами в эти два дня. Кавагути приказал своим подразделениям отступить к западу к долине Матаникау и соединиться с батальоном Оки, который отступал от западного периметра Лунга. Большая часть солдат Кавагути достигла реки Матаникау к 20 сентября.
В то время, когда японские войска перегруппировывались у Матаникау, американцы сосредоточились на укреплении позиций по периметру Лунга. 18 сентября американский морской конвой доставил 4157 солдат 3-й Временной бригады морской пехоты (7-й полк морской пехоты США) на Гуадалканал. Эти подкрепления позволили Вандегрифту, начиная с 19 сентября, организовать непрерывную линию обороны по периметру Лунга.
Японцы немедленно начали готовиться к следующему наступлению на Хендерсон-Филд. 3-й батальон 4-го (Аоба) пехотного полка высадился в бухте Камимбо на западной оконечности Гуадалканала 11 сентября, слишком поздно, чтобы присоединиться к наступлению Кавагути на позиции морской пехоты. Однако позже батальон присоединился к подразделению Оки у Матаникау. Последующие рейсы Токийского экспресса, начиная с 15 сентября, доставили продовольствие и боеприпасы, а также 280 солдат 1-го батальона полка Аоба к Камимбо на Гуадалканал.
Генерал-лейтенант морской пехоты Вандегрифт и его штаб были уведомлены, что солдаты Кавагути отступили на запад к Матаникау и многочисленные разрозненные группы японских солдат были рассыпаны между периметром Лунга и рекой Матаникау. В двух предыдущих рейдах морских пехотинцев 19 и 27 августа часть японских солдат была уничтожена в этом районе, но не было предотвращён сбор отступающих и создание оборонительных позиций японскими войсками, угрожающих западной стороне периметра Лунга. Поэтому Вандегрифт решил провести серию операций небольшими подразделениями в районе долины Матаникау. Целью этих операций была «зачистка» разрозненных групп японских солдат к востоку от Матаникау, чтобы предотвратить их соединение с основными силами японских войск в непосредственной близости от оборонительных позиций морской пехоты у мыса Лунга. Для первой операции был выделен 1-й батальон 7-го полка морской пехоты под командованием подполковника Чести Пуллера, дата начала операции была назначена на 23 сентября. Операцию поддерживал артиллерийский огонь 11-го полка морской пехоты.

## Сентябрьские бои

### Перед сражением

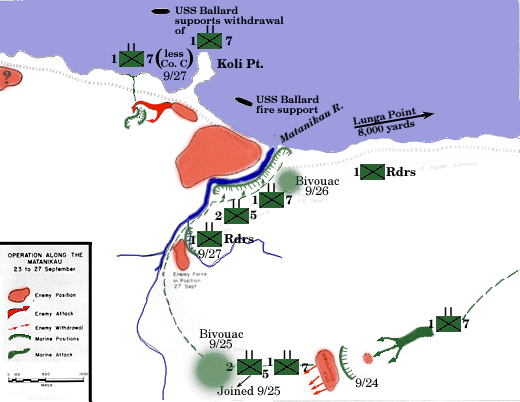
Карта боёв у реки Матаникау, 23-27 сентября. Зелёным отмечены положение и передвижения морской пехоты, красным — японские позиции и перемещения. Мыс Крус неправильно обозначен как «мыс Коли», а эсминец Монссен, который прикрывал операцию, как Баллард.

Планом морской пехоты предполагалось, что батальон Пуллера должен направиться на запад от периметра Лунга, подняться на большую возвышенную местность, которая называлась гора Остин, пересечь реку Матаникау, а затем прочесать местность между Матаникау и деревней Кокумбона. В то же самое время 1-й рейдерский батальон под командованием подполковника Самуэля Б. Гриффита должен был пересечь устье Матаникау для зачистки территории между рекой, Кокумбоной и Тассафаронгой, находящийся западнее. Морские пехотинцы предполагали, что на этом пространстве находится около 400 японских солдат.
Численность японских сил в долине Матаникау в действительности была намного выше, чем предполагали морские пехотинцы. Ожидая, что союзники могут предпринять попытку высадки крупного амфибийного десанта недалеко от реки Матаникау, Кавагути отправил 124-й пехотный полк Оки, который насчитывал около 1900 человек, на защиту Матаникау. Ока разместил свой батальон «Майдзуру» вокруг базы на горе Остин и вдоль западного и восточного берегов реки Матаникау. Остальные силы Оки были размещены к западу от Матаникау, но их позиция давала возможность быстро отреагировать на любое наступление Союзников в этом районе. Включая другие японские подразделения, расположенные у Кокумбоны, общая численность японских войск в районе Матаникау насчитывала 4000 человек.

### Ход боя
930 солдат из батальона Пуллера отправились на запад от периметра Лунга рано утром 23 сентября. Позднее тем же утром солдаты Пуллера наткнулись на два японских патруля, которые были отправлены на разведку оборонительных позиций морской пехоты у мыса Лунга. Батальон позднее разбил лагерь на ночь и приготовился к восхождению на гору Остин на следующий день.
В 17:00 24 сентября солдаты Пуллера поднялись по северо-восточному склону горы Остин, неожиданно напали и убили 16 отдыхающих японских солдат. Звуки схватки услышали несколько рот батальона «Майдзуру», находящихся неподалёку. Солдаты «Майдзуру» быстро атаковали морских пехотинцев Пуллера, которые укрылись и открыли ответный огонь. По приказу Оки японцы медленно отошли к реке Матаникау, и к сумеркам бой завершился. Морские пехотинцы насчитали 30 убитых японцев и потеряли 13 убитыми и 25 ранеными. Пуллер радировал в штаб и запросил помощь в эвакуации раненых. Вандегрифт ответил, что отправит 2-й батальон 5-го полка морской пехоты (2/5) на усиление на следующий день.

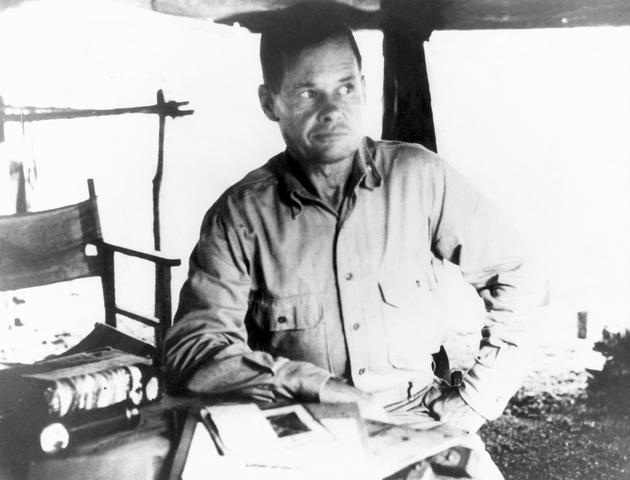
Подполковник американской морской пехоты «Чести» Пуллер на Гуадалканале в сентябре 1942.

2/5 под командованием подполковника Дэвида Макдугала встретился с подразделением Пуллера утром 25 сентября. Пуллер отослал раненых обратно к периметру Лунга с тремя ротами своего батальона и продолжил миссию с оставшейся ротой (ротой C), своим штабом и 2/5, и они расположились лагерем на ночь между горой Остин и рекой Матаникау.
Утром 26 сентября солдаты Пуллера и Макдугала достигли реки Матаникау и попытались пересечь её по мосту, построенному ранее японцами и названному «однобрёвенный мост». В связи с сопротивлением около 100 японских солдат около моста, морские пехотинцы вместо переправы продолжили двигаться на север вдоль восточного берега Матаникау к песчаной косе в устье реки. Солдаты Оки сперва отразили атаку морских пехотинцев, пытающихся перейти Матаникау по песчаной косе, а затем ещё одну попытку пройти по мосту поздно вечером. В то же самое время батальон рейдеров Гриффита вместе с Мерриттом Эдсоном, командиром 5-го полка морской пехоты, соединились с солдатами Пуллера и Макдугала в устье Матаникау.

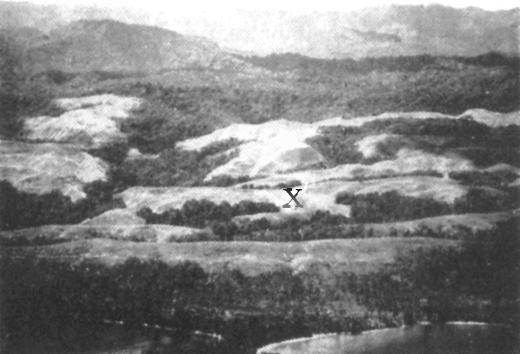
Вид района мыса Крус по направлению на юг. Три роты батальона Пуллера высадились немного правее мыса Крус, это место видно на фотографии (внизу на переднем плане) и заняли Высоту 84 (отмечена «X») до того, как их окружили японские войска.

Эдсон принёс им «придуманный на скорую руку» план атаки, автором которого в большей мере был подполковник Мерилл Б. Твининг, член штаба дивизии Вандегрифта, который предписывал рейдерам Гриффита вместе с ротой С Пуллера пересечь однобрёвенный мост, а затем обойти с флангов японцев у устья реки/песчаной косы с южной стороны. В то же самое время батальон Макдугала должен был атаковать по песчаной косе. При успешном исходе атак оставшаяся часть батальона Пуллера должна была погрузиться на катер к западу от мыса Крус и нанести внезапный удар по арьергарду японцев. Самолёты с Хендерсон-Филд и артиллерия 75-мм и 105-мм гаубиц должна была прикрывать операцию. Наступление морской пехоты было запланировано на следующий день, 27 сентября.
Морские пехотинцы пошли в наступление утром 27 сентября но не смогли значительно продвинуться. Рейдеры Гриффита не смогли пройти по однобрёвенному мосту через Матаникау, понеся потери, в том числе погиб майор Кеннет Д. Бэйли и был ранен Гриффит. Попытка рейдеров обойти по флангу выше по течению также провалилась. Японцы, подразделения которых у устья Матаникау ночью получили подкрепления в виде отдельных рот 124-го пехотного полка, отразили атаки бойцов Макдугала.
В результате «искажённых» сообщений от Гриффита из-за японского авианалёта на Хендерсон-Филд, при котором сеть коммуникаций морской пехоты была разорвана, Вандегрифт и Эдсон полагали, что рейдеры успешно форсировали Матаникау. В результате батальону Пуллера было приказано продолджить запланированную высадку к западу от мыса Крус. Три роты батальона Пуллера под командованием майора Ото Роджерса высадились с девяти десантных катеров к западу от мыса Крус в 13:00. Морские пехотинцы Роджерса высадились на остров и захватили хребет, обозначенный на картах как Высота 84, в 600 ярдах (550 м) от места высадки. Ока, осознавая серьёзность создавшегося положения, приказал своим солдатам окружить морских пехотинцев Роджерса с запада и востока.

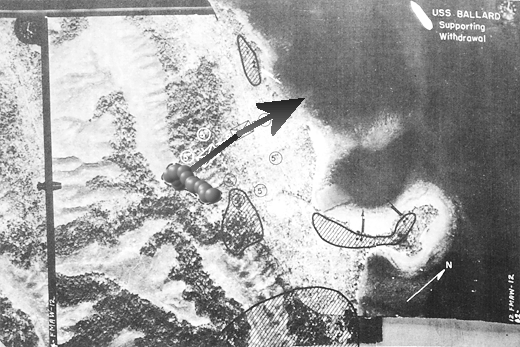
Карта, наложенная на аэрофотоснимок района мыса Крус, показано отступление морской пехоты с хребта (в центре) к побережью для отхода на десантных катерах (чёрная стрелка). Заштрихованными областями обозначены японские позиции. Эсминец Монссен, прикрывавший отступление, неправильно обозначен как Баллард.

Вскоре после занятия позиций на хребте солдаты Роджерса оказались под плотным огнём подразделений Оки с двух направлений. Майор Роджерс погиб от разрыва миномётного снаряда, разорвавшего его пополам. Командование принял капитан Чарльз Келли, командир одной из рот, который разместил морских пехотинцев по периметру вокруг хребта, чтобы дать отпор. Морские пехотинцы на Высоте 84 не имели радиосвязи, и не могли вызвать помощь. Морские пехотинцы белыми рубашками выложили слово «H-E-L-P» на хребте. SBD Dauntless ВВС «Кактус» (кодовое название самолётов Союзников, базировавшихся на Хендерсон-Филд), который прикрывал операцию, заметил сообщение и передал об этом Эдсону по радио.
Эдсон получил сообщение от батальона рейдеров о том, что тот не смог форсировать Матаникау. Эдсон, в разговоре с ними констатировал: «Я полагаю, мы лучше отзовём их. Они не видят возможности форсировать реку.» Пуллер резко ответил: «Вы не должны бросать этих солдат!», очевидно, ссылаясь на то, что его солдаты попали в ловушку на западной стороне Матаникау и «штурмовали» в направлении пляжа, где с помощью своего личного связиста Пуллер мог вызвать эсминец Монссен для прикрытия операции. Находясь на борту Монссена, Пуллер и эсминец привели десять десантных катеров к мысу Крус и наладил связь с Келли на хребте сигнальными флагами.
В то же самое время передвигались на позицию, которая полностью отрезала морских пехотинцев на Высоте 84 от берега. Поэтому Монссен, координируемый Пуллером, начал обстреливать путь между хребтом и берегом. Через около 30 минут огня эсминца путь к отступлению морских пехотинцев к берегу был расчищен. Несмотря на некоторые потери от собственного артиллерийского огня, большая часть морских пехотинцев достигла берега у мыса Крус к 16:30. Солдаты Оки открыли плотный огонь по морским пехотинцам на берегу, пытаясь помешать их успешной эвакуации, и экипажи Береговой охраны США, управлявшие десантными катерами, ответили собственным плотным огнём, прикрывая отступление морской пехоты. Под огнём морские пехотинцы погрузились на десантные катера и успешно вернулись к периметру Лунга, на чём операция была завершена. Связист первого класса Береговой охраны Дуглас Альберт Монро, который командовал группой катеров Хиггинса, и погиб, прикрывая огнём своего десантного катера морских пехотинцев во время эвакуации, посмертно был награждён Медалью почёта за свои действия во время боя; на сегодняшний день это единственный военнослужащий Береговой охраны, получивший эту награду.

### Последующие события

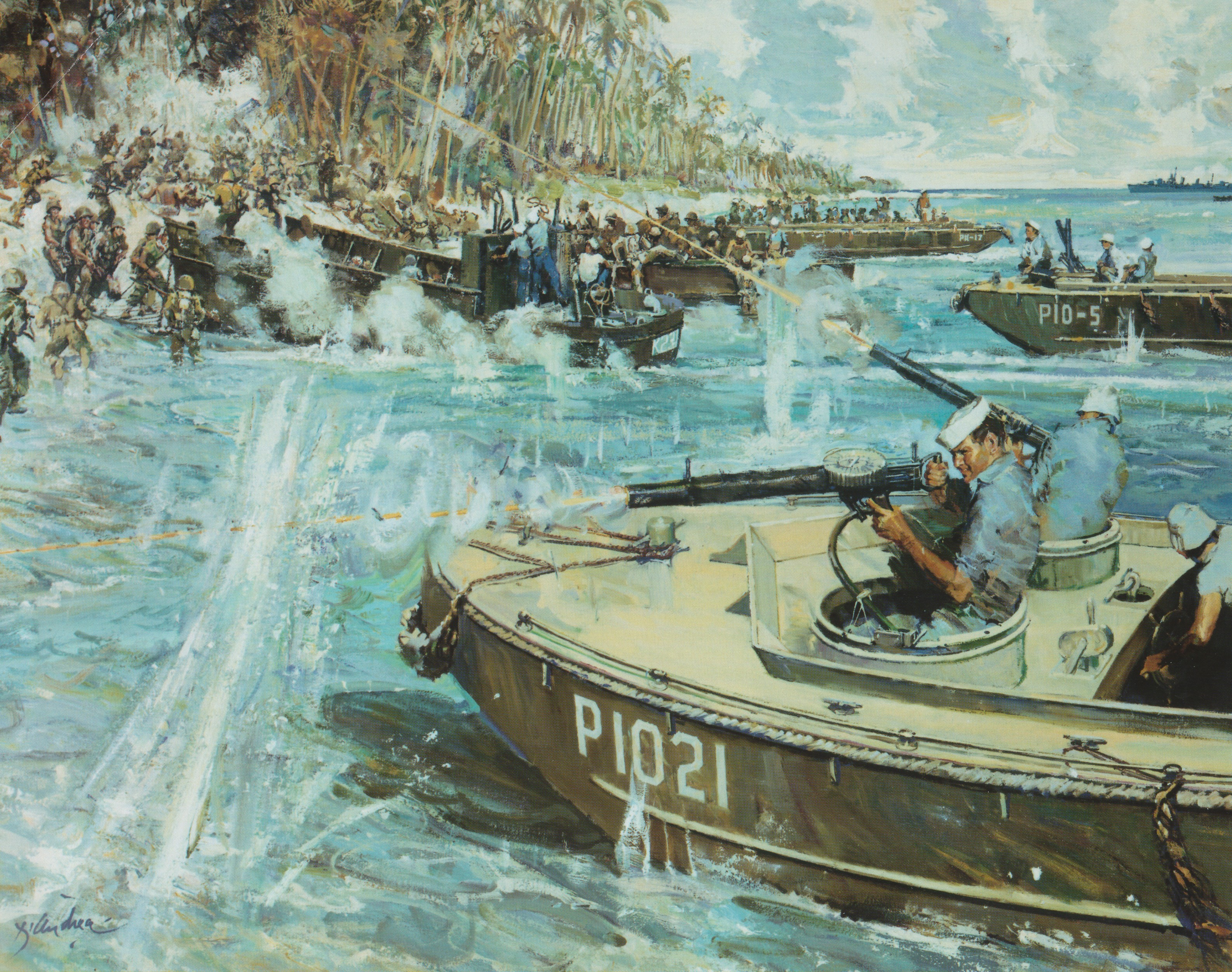
Рисунок, изображающий экипаж десантного катера Береговой охраны, прикрывающего эвакуацию морских пехотинцев под огнём врага у мыса Крус, Гуадалканал 27 сентября 1942

Результаты боёв были благоприятны для японцев, которые всё ещё приходили в себя после поражения на хребте Эдсона двумя неделями ранее. Солдаты Оки насчитали 32 тела морских пехотинцев у высоты 84, и захватили 15 винтовок и несколько пулемётов, которые оставили американцы. Генерал-майор Акисабуро Футами, глава штаба 17-й армии в Рабауле, отметил в своём дневнике, что этот бой был «первой хорошей новостью с прихода на Гуадалканал.»
Эта операция, ставшая «позорным поражением» американской морской пехоты, привела к «переводу стрелок» среди командиров морской пехоты, так как они пытались перенести вину на кого-то другого. Пуллер обвинял Гриффита и Эдсона, Гриффит обвинял Эдсона, Твининг обвинял Пуллера и Эдсона. Полковник Джеральд Томас (англ. Gerald C. Thomas), офицер штаба Вандегрифта, обвинял Твининга. Морские пехотинцы, тем не менее, извлекли соответствующие выводы, и это поражение стало единственным поражением сил морской пехоты такого масштаба во время Гуадалкнальской кампании.

## Октябрьские бои

### Перед сражением
Японцы продолжили наращивать контингент на Гуадалканале, подготавливая запланированное на конец октября крупное наступление. С 1 по 5 октября Токийский экспресс доставил солдат 2-й пехотной дивизии, в том числе её командира генерал-лейтенанта Масао Маруяму. Эти войска включали подразделения 4-го, 16-го и 29-го пехотных полков. В попытке использовать преимущества, приобретённые в сентябрьских боях в районе Матаникау, Маруяма развернул три батальона 4-го пехотного полка и дополнительные подразделения поддержки под командованием генерал-майора Юмио Насу вдоль западного берега реки Матаникау к югу мыса Крус и три роты 4-го пехотного полка на восточном берегу реки. Изнурённые солдаты Оки были отведены непосредственно из района Матаникау. Японские подразделения на восточном берегу реки должны были помочь подготовить позиции, с которых тяжёлая артиллерия могла вести обстрел оборонного периметра в районе мыса Лунга.
Располагая информацией об активности японских войск в районе Матаникау, американские морские пехотинцы приготовились к новому наступлению с целью отбросить японских солдат к западу и подальше от долины реки Матаникау. Помня уроки сентябрьской операции, в этот раз морские пехотинцы подготовили аккуратно скоординированный план совместных действий пяти батальонов: двух из 5-го полка морской пехоты, двух из 7-го полка морской пехоты и одного из 2-го полка морской пехоты, усиленных разведчиками и снайперами (называемых группой Вэлинга по имени их командира полковника Уильяма Дж. Вэлинга). Батальоны 5-го полка морской пехоты должны были атаковать через устье Матаникау, в то время как три других батальона должны были пересечь реку Матаникау через «однобрёвенный мост», повернуть на север и постараться поймать в ловушку японские войска между собой и батальонами на берегу. В то же самое время штаб дивизии морской пехоты планировал полностью контролировать ход операции и организовать надёжное прикрытие операции артиллерией и авиацией.

### Ход боя
Утром 7 октября два батальона 5-го пехотного полка начали наступление на запад от периметра Лунга по направлению к Матаникау. При поддержке огня прямой наводкой 75-мм пушек, установленных на вездеходах, а также при участии выделенных солдат из 1-го рейдерского батальона, морские пехотинцы загнали 200 солдат японской 3-й роты 1-го батальона 4-го пехотного полка на небольшое пространство на восточной стороне реки Матаникау в 400 ярдов (370 м) от устья реки. Японская 2-я рота пыталась прийти на помощь своим товарищам из 3-й роты, но не могла пересечь Матаникау и несла потери от орудийного огня морской пехоты. Тем временем два батальона 7-го полка морской пехоты и группа Вэлинга достигли позиций на восточной стороне однобрёвенного моста не встретив сопротивления и встали лагерем на ночь.

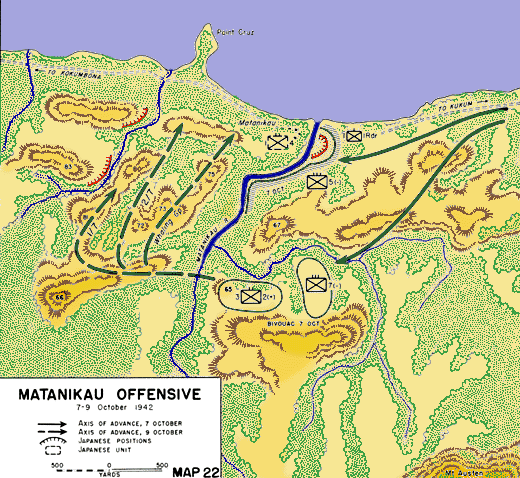
Карта наступления морской пехоты США в районе Матаникау, 7-9 октября 1942 года.

Забыв о наступлении морской пехоты США, генерал Насу отправил 9-ю роту 3-го батальона 4-го пехотного полка через Матаникау вечером 7 октября. Командир японского полка получил информацию об операции морской пехоты около 03:00 8 октября и немедленно приказал своим 1-му и 2-му батальонам перейти поближе к реке, чтобы противостоять операции морской пехоты.
Проливной дождь 8 октября замедлил форсирование Матаникау морскими пехотинцами 7-го полка и группой Вэлинга. Ближе к вечеру американский 3-й батальон 2-го полка морской пехоты достиг первого хребта к западу от Матаникау на расстоянии около мили (2 км) от мыса Крус. Напротив их позиций на восточном берегу реки рота H американского 2-го батальона 5-го полка морской пехоты, не обладая информацией, подошла к выдвинутой позиции между японской 9-й ротой на восточном берегу и остатками японского 3-го батальона на западном берегу и была вынуждена отступить. В результате морские пехотинцы остановили своё продвижение с наступлением ночи и приготовились продолжить его на следующий день. Не зная, что морская пехота угрожала их позициям на западном берегу Матаникау, японские командиры, включая Маруяму и Насу, приказали своим подразделением оставаться на месте.
Ночью остатки японской 3-й роты, около 150 человек, сделали попытку вырваться из котла и пересечь косу в устье Матаникау. Солдаты 3-й роты напали на два взвода 1-го батальона рейдеров, которые не ожидали атаки в этом направлении, и в результате рукопашной схватки погибло 12 морских пехотинцев и 59 японцев. Оставшиеся солдаты 3-й роты смогли пересечь реку и добраться до позиций своих войск. Согласно Фрэнку Дж. Гидону, морскому пехотинцу, принимавшему участие в бою, «схватка была настоящим адом. Раздавались вопли, крики раненых и умирающих; винтовки стреляли и пулемёты трассирующими пулями в ночной смеси тумана, дыма и естественной темноты. Настоящая арена смерти.»

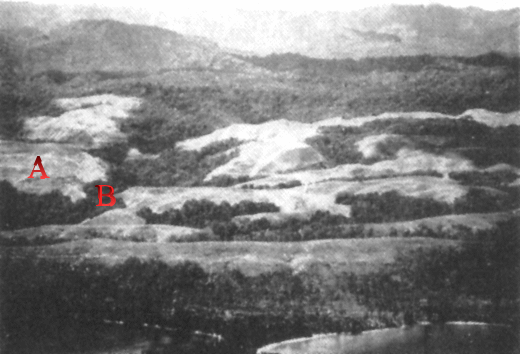
9 октября, батальон Пуллера, находившийся на хребте, отмечен красной «A», попавший в ловушку в лесистом ущелье японский 2-й батальон 4-го пехотного полка отмечен красной «B».

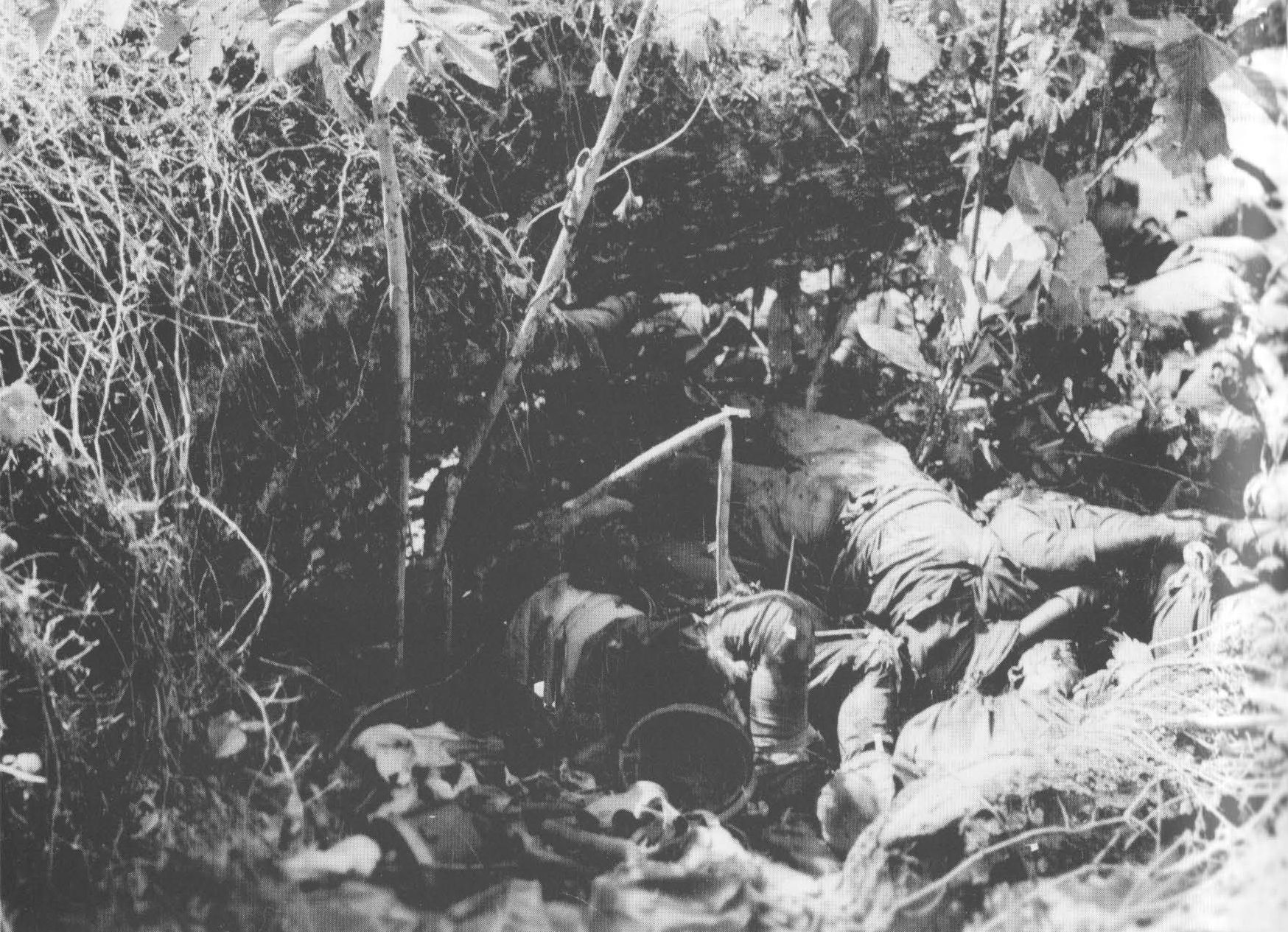
Мёртвые японские солдаты, лежащие в лесистом ущелье, убитые солдатами Пуллера 9 октября.

Утром 9 октября морская пехота США возобновила наступление на запад от Матаникау. Группа Вэлинга и 2-й батальон 7-го полка морской пехоты под командованием подполковника Германа Ханнекена подошли к береговой линии у мыса Крус и поймали в ловушку большое число японских солдат между своим отрядом и рекой Матаникау, где японцы понесли тяжёлые потери от артиллерии и бомбардировок авиации. Далее к западу 1-й батальон Пуллера 7-го полка морской пехоты поймал в ловушку японский 2-й батальон 4-го пехотного полка в лесистом ущелье. После вызова массированного артиллерийского огня в ущелье Пуллер, кроме того, открыл огонь из миномётов своего батальона, чтобы создать, по словам Пуллера, «машину для истребления». Попавшие в западню японские солдаты несколько раз предпринимали попытки уйти, взобравшись по противоположной стороне ущелья, но только несли потери от плотного огня винтовок и пулемётов морской пехоты. Получив разведданные о том, что японцы планируют крупное внезапное наступление в какой-то части Гуадалканала, Вандегрифт приказал всем подразделениям морской пехоты западнее Матаникау завершить миссию и вернуться на восточный берег реки, что и было выполнено к вечеру 9 октября.

### Последующие события и значение
Наступление морской пехоты нанесло большой урон японскому 4-му пехотному полку, при этом погибло около 700 японских солдат. Во время этой операции погибло 65 морских пехотинцев.
Ночью 9 октября, когда завершилась операция морской пехоты у Матаникау, командующий 17-й японской армией генерал-лейтенант Харукити Хякутакэ высадился на Гуадалканал, чтобы лично командовать японскими войсками в запланированном на конец октября крупном наступлении. Хякутакэ немедленно был оповещён об утере японских позиций на восточном берегу Матаникау и уничтожении одного из батальонов 4-го пехотного полка. Хякутакэ сообщил плохие новости непосредственно в штаб Армии в Токио, где генерал-лейтенант Моритакэ Танабэ отметил в своём дневнике, что потеря позиций у Матаникау явилась «очень плохим предзнаменованием» для запланированного на октябрь наступления.
Японцы определили, что восстановление своего присутствия на восточном берегу Матаникау проблематично исходя из сроков и численности необходимых для этого солдат. В результате японцы в своём плане назначенного на конец октября наступления предусмотрели отправку большого числа своих войск в длительный и трудный переход для атаки позиций морской пехоты у мыса Лунга. Этот длительный переход, который начался 16 октября, так измотал японские войска, что позднее был признан одним из главных факторов, приведших к поражению в битве за Хендерсон-Филд 23-26 октября 1942 года. Таким образом, поражение японцев и потеря позиций у Матаникау имела длительные стратегические последствия и внесло важный вклад в победу Союзников в Гуадалканальской кампании.